# Kabinett Ecevit I
Das Kabinett Ecevit I war die 37. Regierung der Türkei, die vom 26. Januar 1974 bis zum 17. November 1974 durch Ministerpräsident Bülent Ecevit geleitet wurde.
Die Wahl zur Nationalversammlung in der Türkei 1973 gewann überraschend die Cumhuriyet Halk Partisi (CHP) von Bülent Ecevit. Ecevit hatte als Generalsekretär der einst von Atatürk gegründeten Partei gegen den Willen konservativer Kräfte ein gemäßigtes linkes und sozialdemokratischen Programm verordnet. Nachdem er aus Protest gegen die Unterstützung der vom Sicherheitsrat gelenkten repressiven Regierungen durch die CHP zurückgetreten war, verdrängte er İsmet İnönü von der Parteispitze und setzte den neuen Kurs der Partei konsequent um. Obwohl der ehemalige Ministerpräsident Süleyman Demirel als Favorit in die Wahl ging, konnte die CHP die Mehrheit erringen, während die Adalet Partisi (AP) massiv verlor. Die von Ecevit-Gegnern und traditionalistischen Kemalisten gegründet Cumhuriyetçi Güven Partisi (CGP) kam nur auf 5,3 Prozent. Necmettin Erbakan konnte die 1971 verbotenen pro-islamische Partei Millî Nizam Partisi 1972 unter dem Namen Millî Selamet Partisi (MSP) neu gründen und erhielt auf Anhieb 11,8 Prozent.:97 f.
Staatspräsident Fahri Korutürk beauftragte Ecevit mit der Regierungsbildung, die sich allerdings schwierig gestaltete. Die meisten Parteien konnten mit dem sozialreformerischen Kurs der CHP nicht viel anfangen. Erst im Januar 1974 einigten sich CHP und MSP überraschend auf ein Regierungsprogramm, das allerdings keine großen Reformen enthielt. Einigen konnte man sich nur auf die Etablierung einer sozialen Wirtschaft mit staatlich gelenkter Entwicklungsplanung und mehr sozialer Gerechtigkeit. Die stark gestiegene Arbeitslosigkeit konnte die neue Regierung nicht eindämmen.:99
Die kurze Regierungszeit der Koalition war geprägt von der immer stärker aufflammenden Gewalt linksrevolutionärer Gruppen und rechtsextremistischen Kommandos der Grauen Wölfe, die das Land mit Terror überzogen. Die innenpolitische Lage rückte allerdings in den Hintergrund, als die zypriotische Nationalgarde am 15. Juli 1974 mit Rückendeckung der Militärjunta in Athen Präsident Makarios stürzte und den Anschluss Zyperns an Griechenland forcierte. Nachdem Großbritannien als Garantiemacht einer Unabhängigkeit Zyperns ein Einschreiten abgelehnt hatte, sendete Ecevit am 20. Juli türkische Truppen nach Nordzypern. Zwar vermittelte die UNO einen Waffenstillstand, doch die Gewalttätigkeit zwischen zypriotischen Griechen und Türken gingen unvermittelt weiter. Die türkischen Truppen besetzen daraufhin 40 Prozent der Fläche Zyperns.:99
In den folgenden Wochen kam es zu stärkeren Meinungsverschiedenheiten zwischen Ecevit und Erbakan. Ecevit kündigte die Koalition am 18. September 1974 auf, weil er hoffte, bei vorgezogenen Neuwahlen einen Sieg zu erzielen. Aufgrund der gewachsenen Popularität von Ecevit wegen des Zypernkonflikts wollten die anderen Parteien eine Wahl allerdings nicht riskieren. Auf der Suche nach neuen Mehrheiten war das Land mehrere Monate ohne handlungsfähige Regierung. Am 17. November wählte das Parlament mit Sadi Irmak zwar einen neuen Ministerpräsidenten mit einem Minderheitskabinett aus CGP und Unabhängigen, das allerdings zum Spielball der großen Parteien wurde.:99 f.

## Minister
| Titel                                                   | Name                    | Partei |
| ------------------------------------------------------- | ----------------------- | ------ |
| Ministerpräsident                                       | Bülent Ecevit           | CHP    |
| Stellvertretender Ministerpräsident                     | Necmettin Erbakan       | MSP    |
| Staatsminister                                          |                         |        |
| Orhan Eyüboğlu                                          | CHP                     |        |
| İsmail Hakkı Birler                                     | CHP                     |        |
| Süleyman Arif Emre                                      | MSP                     |        |
| Justizminister                                          | Şevket Kazan            | MSP    |
| Verteidigungsminister                                   | Hasan Esat Işık         | CHP    |
| Innenminister                                           | Oğuzhan Asiltürk        | MSP    |
| Außenminister                                           | Turan Güneş             | CHP    |
| Finanzminister                                          | Deniz Baykal            | CHP    |
| Bildungsminister                                        | Mustafa Üstündağ        | CHP    |
| Minister für öffentliche Arbeiten                       | Erol Çevikçe            | CHP    |
| Handelsminister                                         | Fehim Adak              | MSP    |
| Minister für Gesundheit und Sozialhilfe                 | Selahattin Cizrelioğlu  | CHP    |
| Minister für Zöller und Monopole                        | Mahmut Türkmenoğlu      | CHP    |
| Landwirtschaftsminister                                 | Korkut Özal             | MSP    |
| Transportminister                                       | Ferda Güley             | CHP    |
| Arbeitsminister                                         | Önder Sav               | CHP    |
| Minister für soziale Sicherheit                         | Hayrettin Uysal         | CHP    |
| Industrieminister                                       | Abdülkerim Doğru        | MSP    |
| Minister für Kultur und Tourismus                       | Orhan Birgit            | CHP    |
| Minister für Bau und Siedlungswesen                     | Ali Topuz               | CHP    |
| Minister für Energie und natürliche Ressourcen          | Cahit Kayra             | CHP    |
| Minister für dörfliche Angelegenheiten und Kooperativen | Mustafa Ok              | CHP    |
| Forstminister                                           | Ahmet Şener             | CHP    |
| Minister für Jugend und Sport                           | Muslihittin Yılmaz Mete | CHP    |